# Grano (unidad de masa)

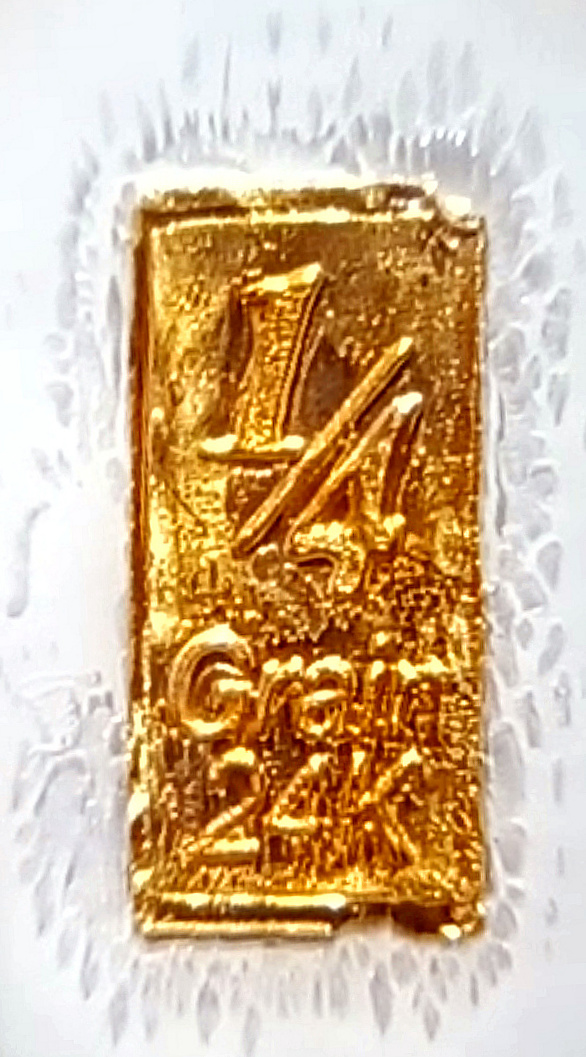
Una pequeña barra de oro puro de 1/4 de grano equivalente a aproximadamente 16 miligramos.

En metrología, el grano (gr), típicamente escrito en inglés (grain), es una unidad de medida de masa obsoleta generalmente utilizada para estimar con mayor sensibilidad y precisión la poca masa de objetos pequeños, y en los sistemas de peso Troy, avoirdupois y  Apotecario, igual a exactamente 64.79891 miligramos. Es nominalmente basada sobre la masa de un simple semilla ideal de un cereal. 
Desde la era de bronce hasta en el renacimiento, las masas promedio de granos de trigo y cebada fueron parte de las definiciones de unidades de masa. Expresiones tales como "treinta y dos granos de trigo, tomados desde enmedio de la espiga" (ing. "thirty-two grains of wheat, taken from the middle of the ear") aparecieron haber sido fórmulas ritualisticas, esencialmente, el equivalente premoderno de "boilerplate". Otra fuente dice que fue defindo tal que 252.458 unidades balancearían 1 pulgada cúbica (16 cm3) de agua destilada a una presión y temperatura ambiente de aire-agua de 30 pulgadas de mercurio (100 kPa) y 62 °F (17 °C), respectivamente. Otro libro dice que el Capitán Henry Kater, de la Comisión de estandarización británica, llegó, experimentalmente, a este valor.
El grano fue la cimentación legal del sistema de pesos inglés tradicional, y es la única unidad que es igual a través de los sistemas de masa Troy, avoirdupois y apotecario. La unidad estaba basada en el peso de un simple grano de cebada, considerado equivalente a 1 1⁄3 granos de trigo. La unidad fundamental del sistema de peso inglés de pre-1527, conocido como pesos de la Torre (ing. Tower weights), fue un tipo diferente de grano conocido como el "grano de trigo" (ing. wheat grain). El grano de trigo de la Torre fue definido como exactamente 45⁄64 gr (45 mg).
Desde la implementación del acuerdo de la yarda y libra internacional del 1 de julio de 1959, la medida del grano o grano Troy (gr) ha sido, precisamente, definida en términos de unidades de masa en el Sistema Internacional de Unidades, como 64.798 91 milígramos. Un gramo es así aproximadamente equivalente a 15.432 36 granos. La unidad, primeramente, utilizada por joyeros para medir perlas, diamantes, y otras piedras preciosas, llamado el grano del joyero (ing. jeweller's grain) o grano perla (ing. pearl grain), es igual a 1⁄4 carates (50 mg; 0.77 gr). El grano fue también el nombre de una unidad francesa tradicional igual a 53.115 mg.
En ambos, el "British Imperial units" y el "United States customary units", hay, precisamente, 7,000 granos por libra avoirdupois, y 5,760 granos por libra Troy o libra de apotecario. Es obsoleta en el Reino Unido y como la mayoría de otras unidades no SI, no tiene base en ley y no puede ser utilizada en comercio.
Se utiliza para estimar con más sensibilidad y precisión la poca masa de pequeños objetos (medicamentos, drogas, pólvora, proyectiles, piezas de joyería, etc.).

## Uso actual
El grano es, comúnmente, utilizado para medir masa de balas y propelentes. En arquería, el gran es la unidad estándar utilizada para pesar flechas.
En América del Norte, la dureza del agua es, a menudo, medida en granos por galón US (gpg) de equivalentes de carbonato de calcio. De lo contrario, la dureza del agua es medida en unidades adimensionales de partes por millón (ppm), numéricamente equivalente a densidad medida en milígramos por litro. Un gran por galón US es aproximadamente, 17.1 ppm. El agua suave contiene 1 a 4 gpg de equivalentes de carbonato de calcio, mientras el agua dureza contiene 11 a 20 gpg.
Aunque, ya no se recomienda en los US, los granos utilizados, ocasionalmente, en medicina como parte del sistema de Apotecario, especialmente, en prescripciones para medicinas antiguas, tales como aspirina o fenobarbital. Por ejemplo, la dosis de una tableta estándar de aspirina de 325 mg es, algunas veces, dada como 5 granos. En ese ejemplo, el grano se aproxima a 65 mg, aunque el grano puede también ser aproximado a 60 mg, dependiendo de la medicación y fabricante. El sistema de Apotecario tiene su propio sistema de notación, en el cual el símbolo o abreviación de la unidad es seguido por la cantidad en números romanos en minúsculas. Para cantidades menores de uno, la cantidad es escrita como una fracción, o por un medio, ss (o variaciones tales como ss., ṡṡ, or s̅s̅). Por ello, una prescripción de tabletas que contienen 325 mg de aspirina y 30 mg de codeína puede ser escrita en inglés como "ASA gr. v c̄ cod. gr. ss tablets" (utilizando la abreviación médica ASA para aspirina, c̄ para "con" y cod. para codeína). El sistema apotecario ha sido, gradualmente, remplazado por el sistema métrico, y el uso del grano es prescripciones es, ahora, raro.
En los U.S., los niveles de emisión de partículas, utilizados para monitorear y regular polución, son, algunas veces, medidos en granos por pie cúbico en lugar de las más comunes partes por millón (ppm) por volumen. Esto es la misma unidad, comúnmente, utilizada para medir la cantidad de humedad en el aire, también conocida como la humedad absoluta. La unidad SI utilizada para medir emisiones de partículas y humedad absoluta es el mg / m3. Un grano por pie cúbico es aproximadamente 2288 mg / m3.

## Historia
Al menos desde la antigüedad, los granos de trigo o cebada fueron utilizados por comerciantes mediterráneos para definir unidades de masa, junto con otras semillas, especialmente, aquellas del árbol de algarroba. De acuerdo una tradición de larga data, 1 carate (la masa de una semilla de algarroba) era equivalente al peso de 4 granos de trigo o 3 de cebada. Ya que los pesos de esas semillas son altamente variables, especialmente, aquel de los cereales como una función de la humedad, esta es una convención más que una ley absoluta.
La historia del gran británico moderno puede ser trazada de regreso al decreto real en la Inglaterra del siglo XIII, reiterando decretos que van tan atrás como con el rey Offa (siglo VIII). La libra de la torre (ing. Tower pound) fue una de muchas libras monetarias de 240 peniques de plata (ing.. silver pennies).
Por consentimiento de todo el reino la medida del rey fue hecha, así que un penique inglés, el cual es llamado el Sterling, redondo sin corte, deberá pesar treinta y dos granos de trigo seco en medio de la oreja; veinte peniquees hacen una onza; y doce onzas hacen una libra.
- Tractatus de Ponderibus et Mensuris, 
La libra en cuestión es la libra de la Torre. La libra de la Torre, abolida en 1527, consistía de 12 onzas como la libra Troy, pero era 1⁄16 (≈6%) más liviana. El peso de los peniques Sterling originales era de 22 ½ granos Troy, o 32 "granos de la Torre".
Los pesos del gran físico eran hechos y vendidos, comercialmente, al menos tan tarde como el principio de los 1900s, y tomó varias formas, desde cuadrados de láminas de metal a formas fabricadas de cables y pesos como moneda.
La libra Troy fue solamente "la libra de Peniques, Especias, Confecciones, así como de Electuarios), como tales bienes debe ser medidos por un "troy" o pequeña balanza. El viejo estándar troy fue establecido por la reforma monetaria del rey Offa, estaba en total uso en 1284 (Assize of Weights and Measures, King Edward I), pero fue restringido a moneda (la libra de peniques) hasta que fue abolida en 1527. Esta libra fue, progresivamente, remplazada por una nueva libra, basada en el peso de 120 dirham de plata de 48 granos. La nueva libra utilizaba un grano de cebada, más que el gran de trigo. 
La avoirdupois (bienes de peso, se refiere a aquellas cosas medidas por las balanzas menores pero rápidas: la bismar o auncel, la balanza romana, y la balanza steelyard. La libra mercantil original de 25 shillings o 15 onzas de la Torre fueron desplazadas por varias la libra de la Liga Hanseática (16 onzas de la Torre) y por la libra del entonces importante comercio de lana (16 onzas de 437 granos). Una nueva libra de 7680 granos fue, inadvertidamente, creada como de 16 onzas Troy, refiriéndose a una nueva Troy más que la vieja Troy. Finalmente, la libra de la lana ganó. 
La libra avoirdupois fue definida en prototipo, tasada como 6992 a 7004 granos. En la "Imperial Weights and Measures Act of 1824", la libra avoirdupois fue definida como, exactamente, 7000 granos. El acta de 1855 , autorizaba el nuevo estándar de Miller para remplazar aquello perdido en el incendio que destruyó la Casa del Parlamento. El estándar fue una libra avoirdupois, el grano siendo definido como   
1/7000  de ella.
La división del carate en cuatro granos sobrevivió en ambos sentidos bien en los principios del siglo XX. Para perlas y diamantes, el peso es citado en carates, dividido en cuatro granos. El carate fue, finalmente, establecido a 205 milígramos (1877), y después en 200 milígramos. Para el toque de finura del oro, el factor de oro fue dada como un peso, el total siendo un sólido de 24 carates o 96 franos.

## Equivalencias
|                      | Unidad                |
| -------------------- | --------------------- |
| 0.00014285714285714  | libras avoirdupois    |
| 0.000173611111111111 | libras troy           |
| 0.000173611111111111 | libras farmacéuticas  |
| 0.00208333333333333  | onzas troy            |
| 0.00208333333333333  | onzas farmacéuticas   |
| 0.0022857142857143   | onzas avoirdupois     |
| 0.0166666666666666   | dracmas troy          |
| 0.0166666666666666   | dracmas farmacéuticas |
| 0.03657142857148     | dracmas avoirdupois   |
| 0.06479891           | gramos                |
| 1                    | grano                 |
| 64.79891             | miligramos            |

Por último:
- 7000 granos equivalen a una libra avoirdupois
  - 5760 granos equivalen a una libra troy
  - 5760 granos equivalen a una libra farmacéutica

En el sistema castellano antiguo se utilizaba otra unidad, llamada grano castellano, que equivalía a 49,914 miligramos.